# A Thousand Suns: Puerta de Alcalá
A Thousand Suns: Puerta de Alcalá es el decimocuarto EP de la banda estadounidense Linkin Park, publicado el 25 de enero de 2011 por Warner Bros. Records.

## Disco
Publicado exclusivamente en el iTunes Store estadounidense, contiene seis actuaciones en vivo el 7 de noviembre de 2010 en la Puerta de Alcalá en Madrid, España con motivo de los MTV Europe Music Awards de 2010, publicado previamente en diciembre de 2010 como una canción adicional para el álbum A Thousand Suns.

## Lista de canciones
| A Thousand Suns: Puerta de Alcalá |                                        |          |  |
| N.º                               | Título                                 | Duración |  |
| 1.                                | «New Divide» (Live in Madrid)          | 4:35     |  |
| 2.                                | «Waiting for the End» (Live in Madrid) | 4:04     |  |
| 3.                                | «Breaking the Habit» (Live in Madrid)  | 4:00     |  |
| 4.                                | «The Catalyst» (Live in Madrid)        | 5:57     |  |
| 5.                                | «In the End» (Live in Madrid)          | 3:48     |  |
| 6.                                | «What I've Done» (Live in Madrid)      | 3:36     |  |
| 25:56                             |                                        |          |  |